# Yerres (řeka)
Yerres (francouzská výslovnost: [jɛʁ]) je 98,2 km dlouhá řeka, nacházející se v severní Francii. Protéká departmenty Seine-et-Marne, Essonne a Val-de-Marne. V předměstí Paříže Villeneuve-Saint-Georges se vlévá do Seiny, které je pravostranným přítokem.